# Pseudostellaria monantha
Pseudostellaria monantha är en nejlikväxtart som beskrevs av Jisaburo Ohwi. Pseudostellaria monantha ingår i släktet Pseudostellaria och familjen nejlikväxter. Inga underarter finns listade i Catalogue of Life.